# Leer
Leer település Németországban, azon belül Alsó-Szászország tartományban. Lakosainak száma 35 163 fő (2023. december 31.). Leer Nortmoor, Brinkum és Weener községekkel határos.

## Fekvése
Emdentől délkeletre, az Emsbe ömlő Leda torkolatánál fekvő település, fontos vasúti csomópont, tengeri és folyami kikötő.

## Története

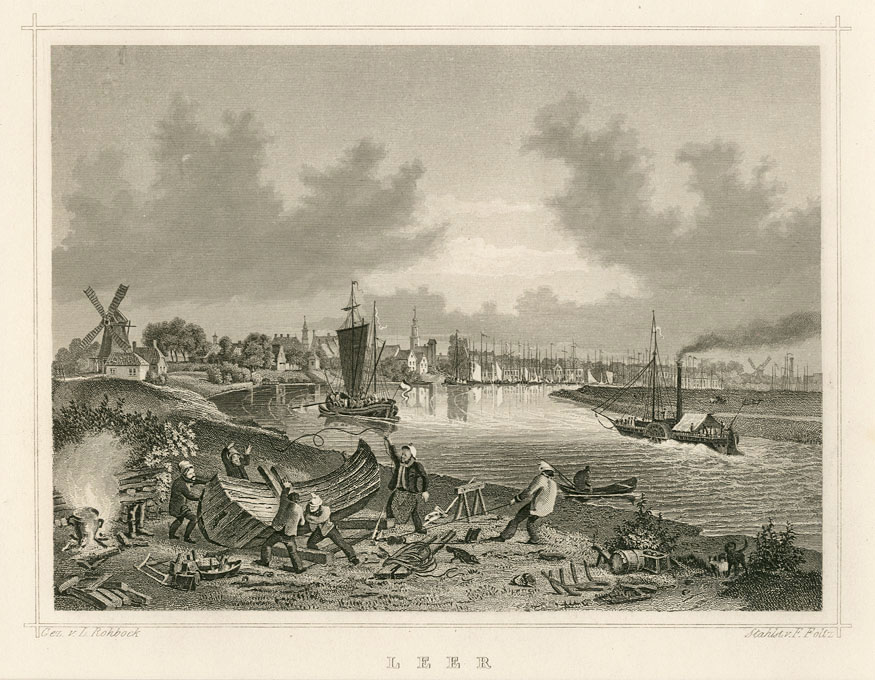

A város nevét Luidger friz misszionáriussal hozzák összefüggésbe, aki a hagyományok szerint az első keletfriz keresztény templomot építette. E körül az először fából készült, majd a 13. században kőből újjáépített templom körül alakult ki a mai település.
A 16. században sokat kerestek itt menedéket a vallásüldözés elől. Leer 1828-ban szerzett városjogot. A 19. században a keletfriz területek ipari központjává alakult. 1896-1904 között a kikötő és a tengeri szállításokhoz nélkülözhetetlen raktárak megépítésével Leer fejlődése is felgyorsult.

## Nevezetességek
- Városháza (Rathaus)
- Sámson-ház (Haus Samson) - Érdekes gyűjtemények (porcelán, csempék, bútorok) láthatók itt.
- Helytörténeti múzeum (Heinmatmuseum)

## Galéria

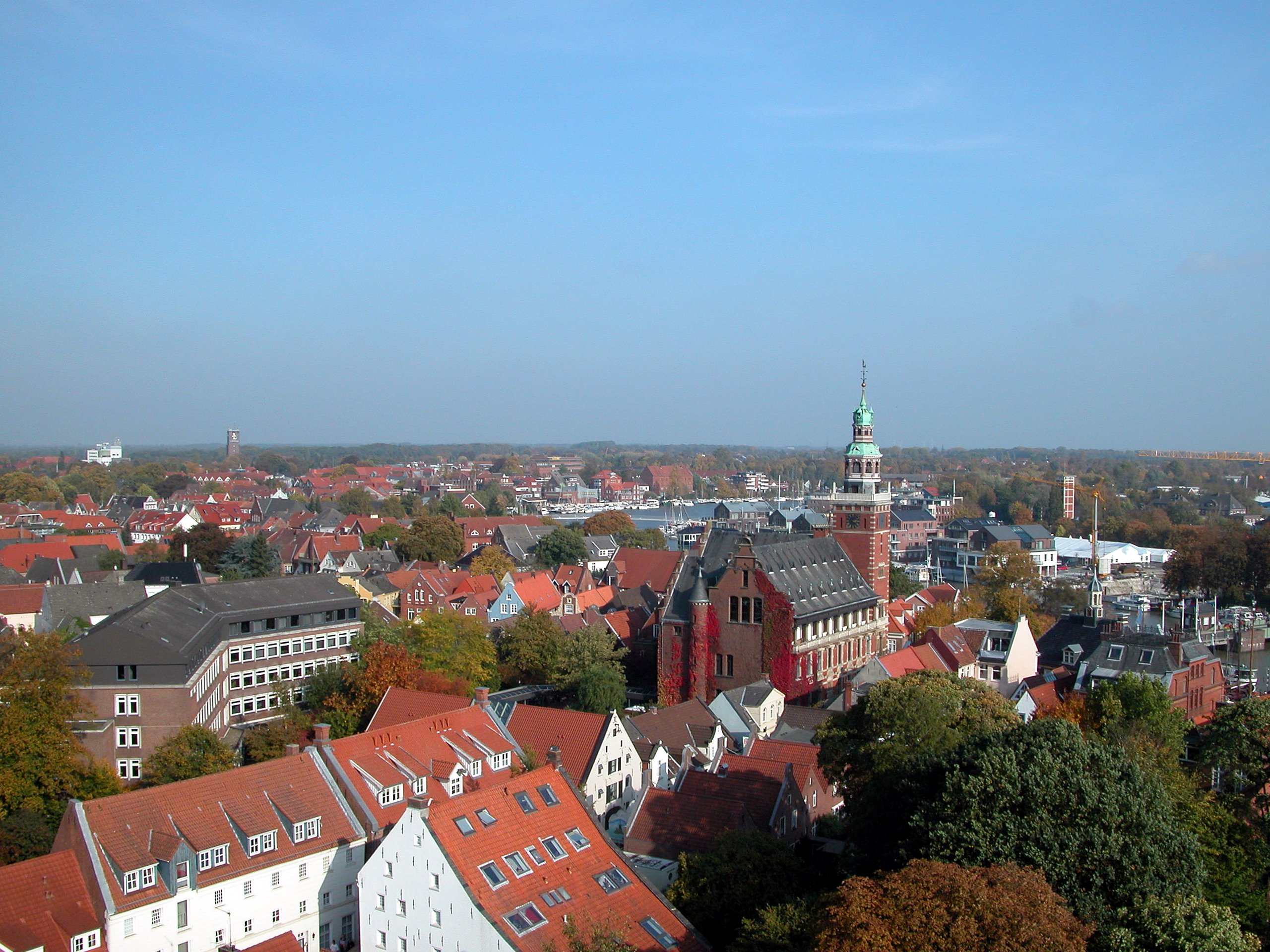
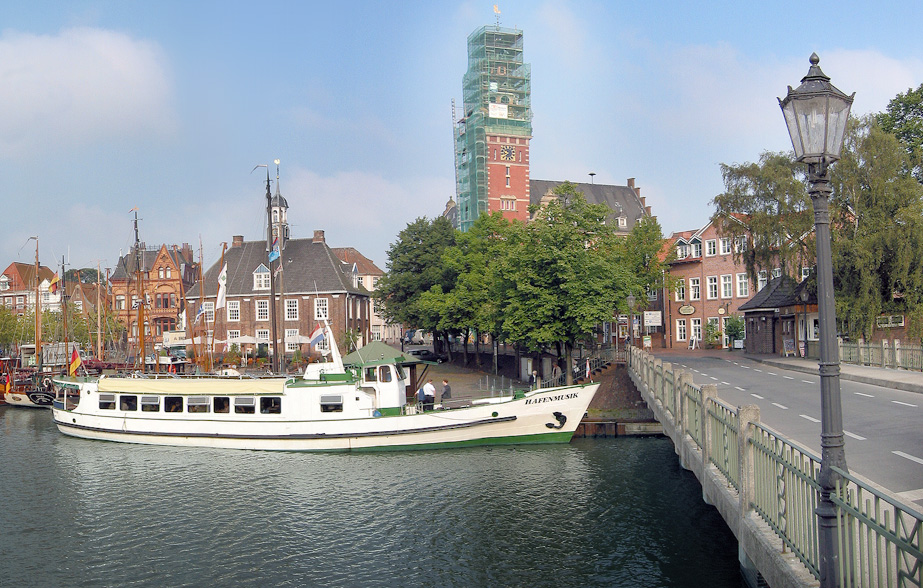
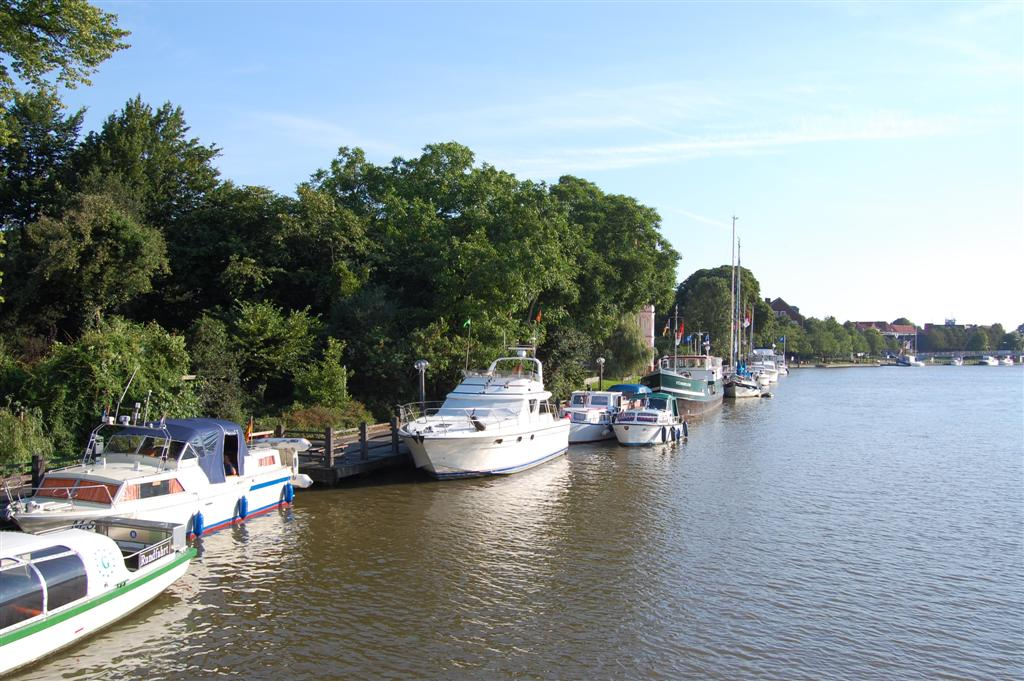
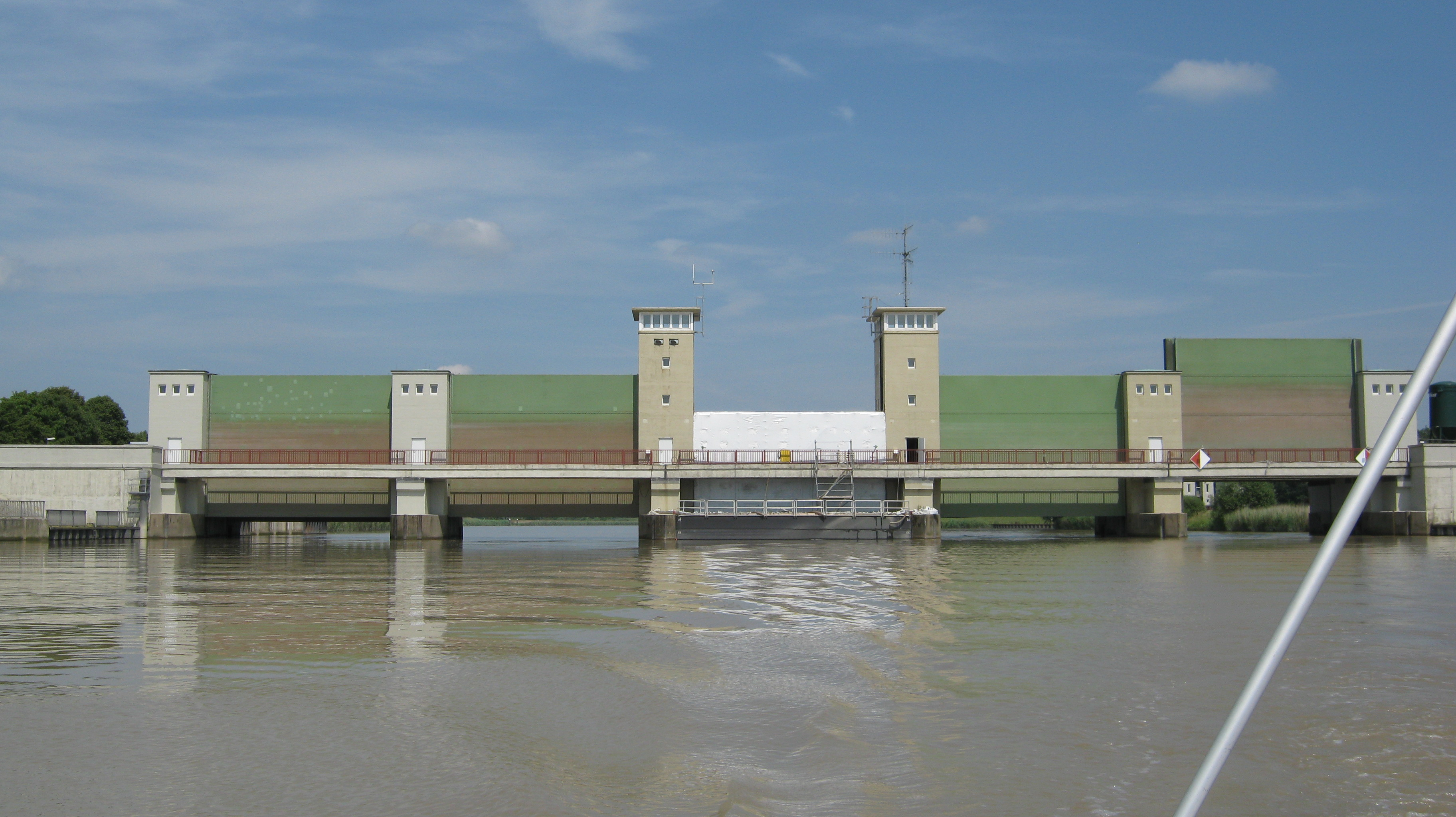
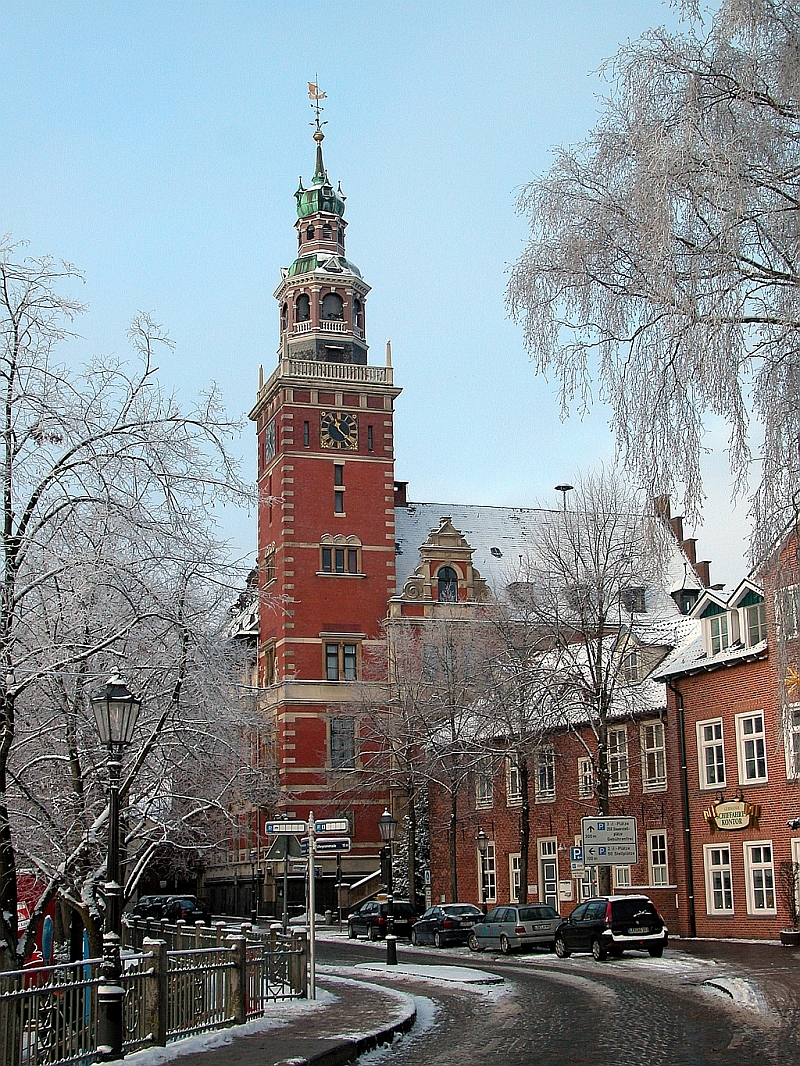
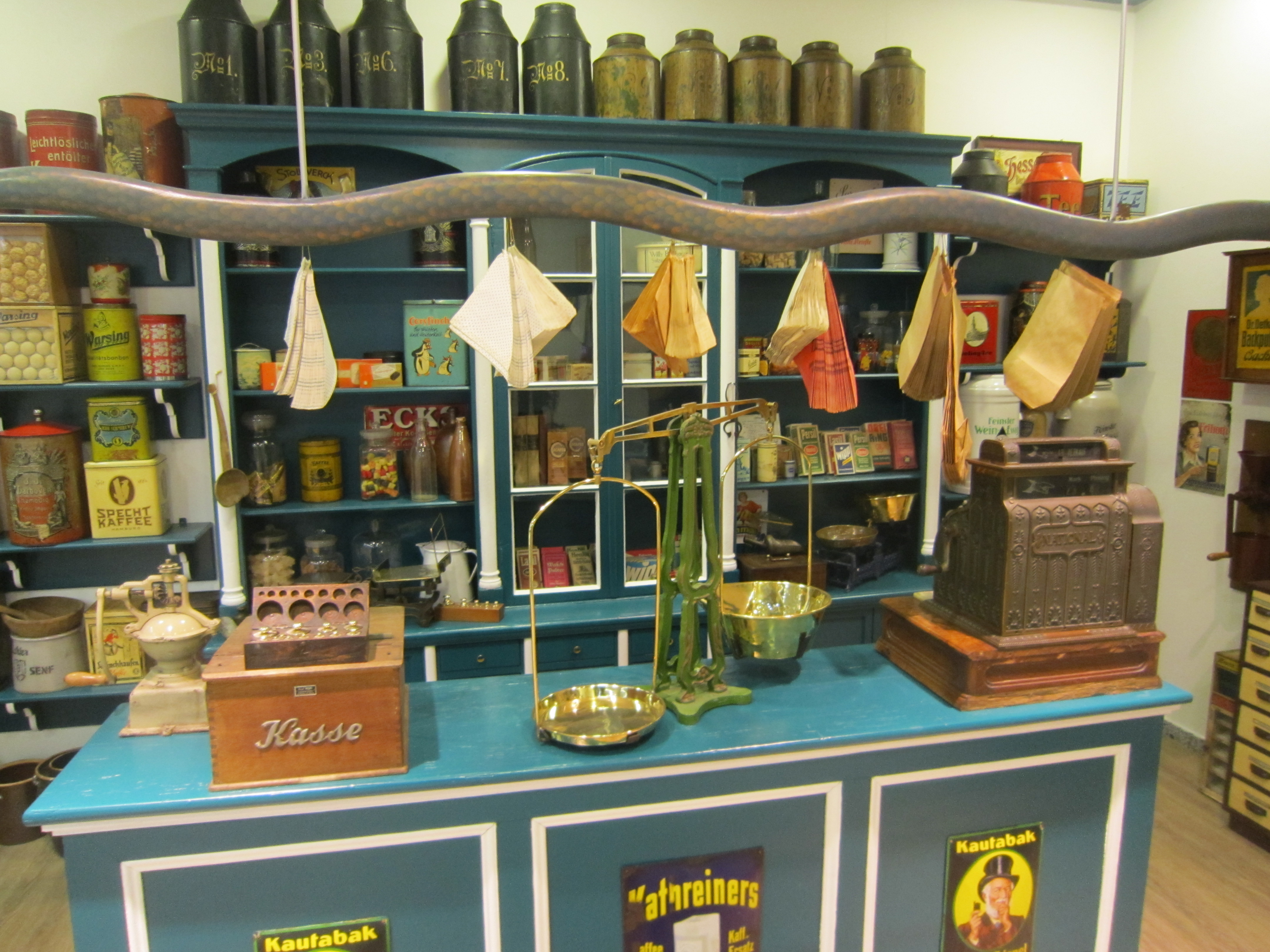
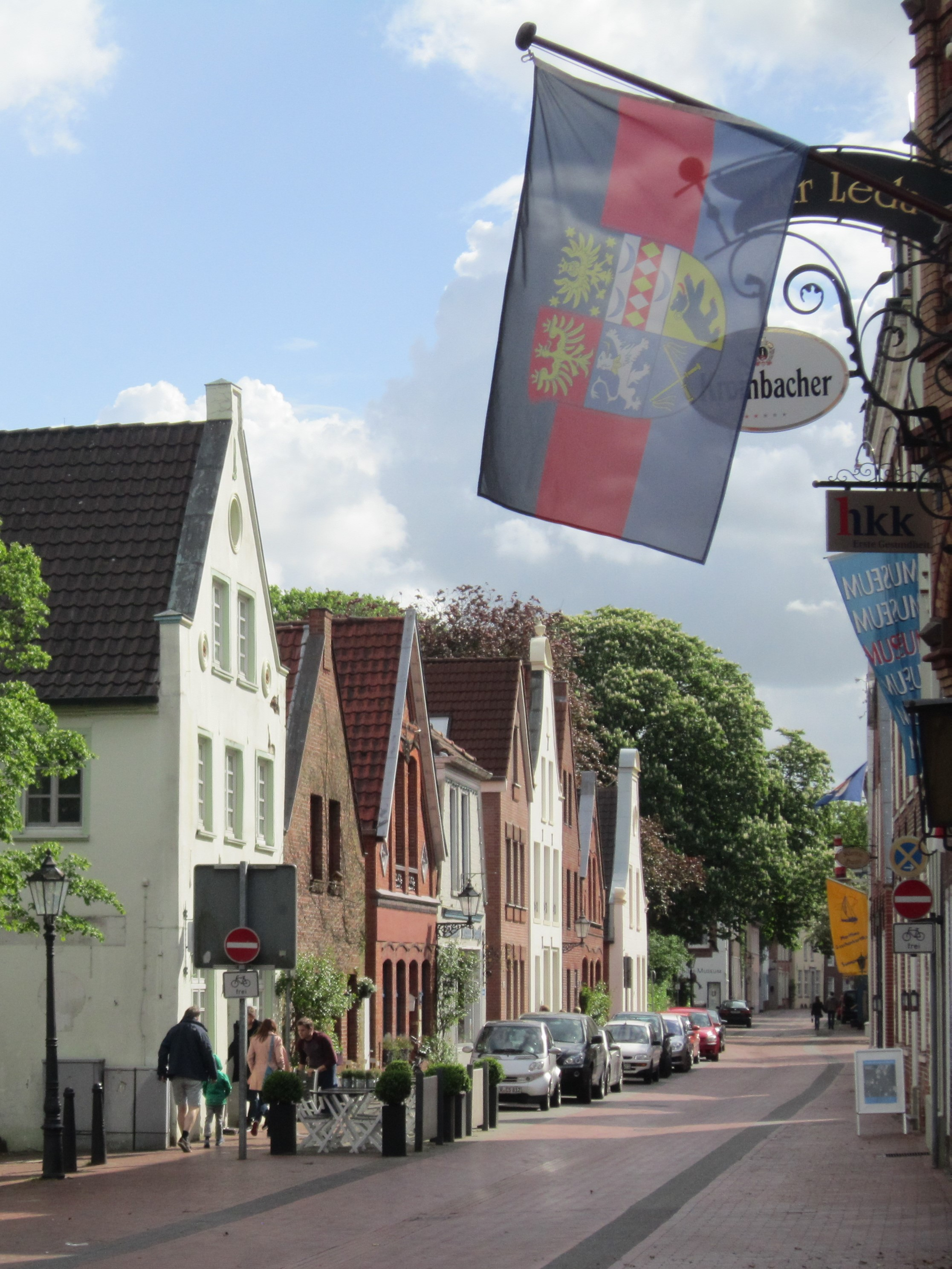
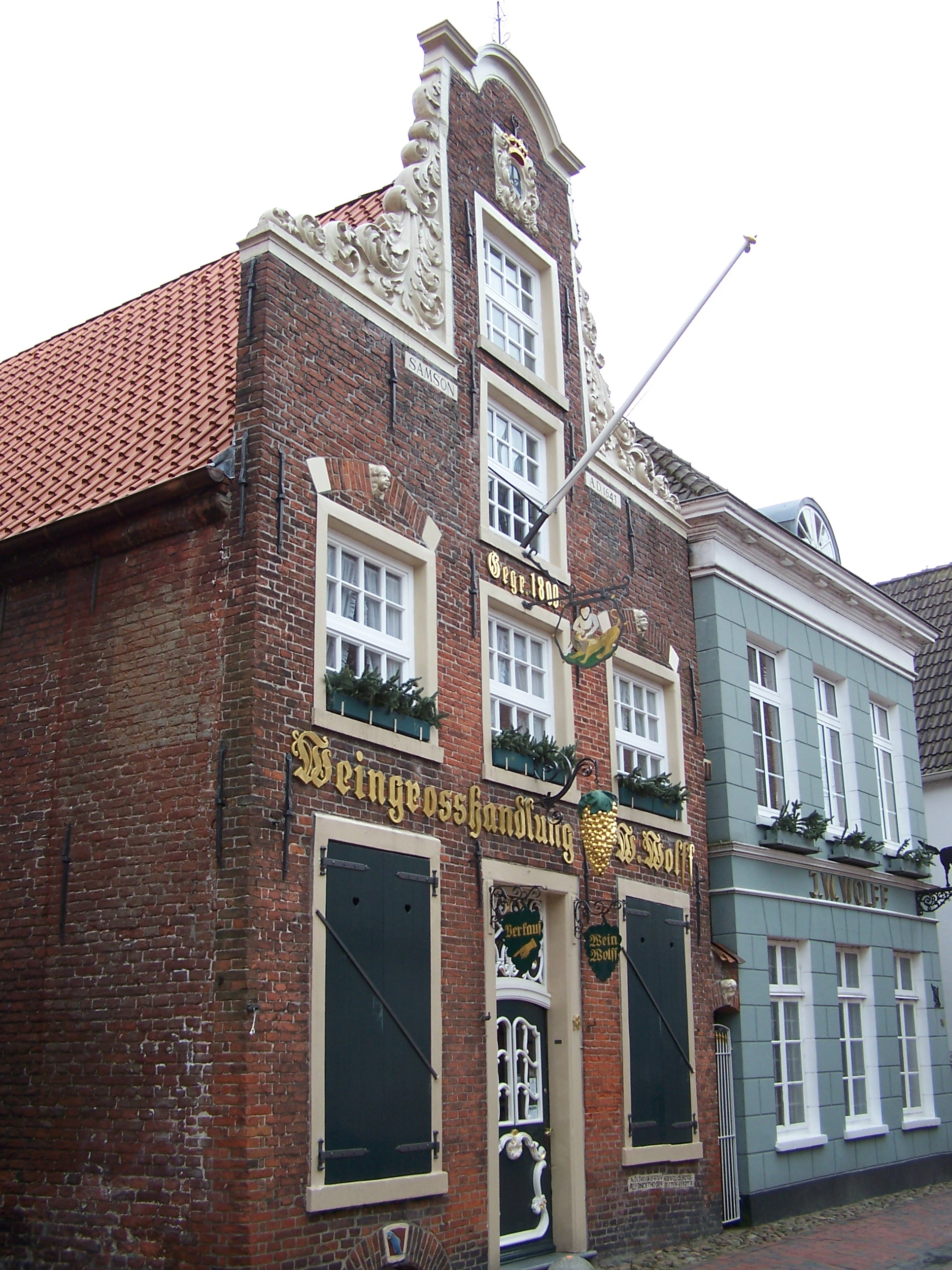
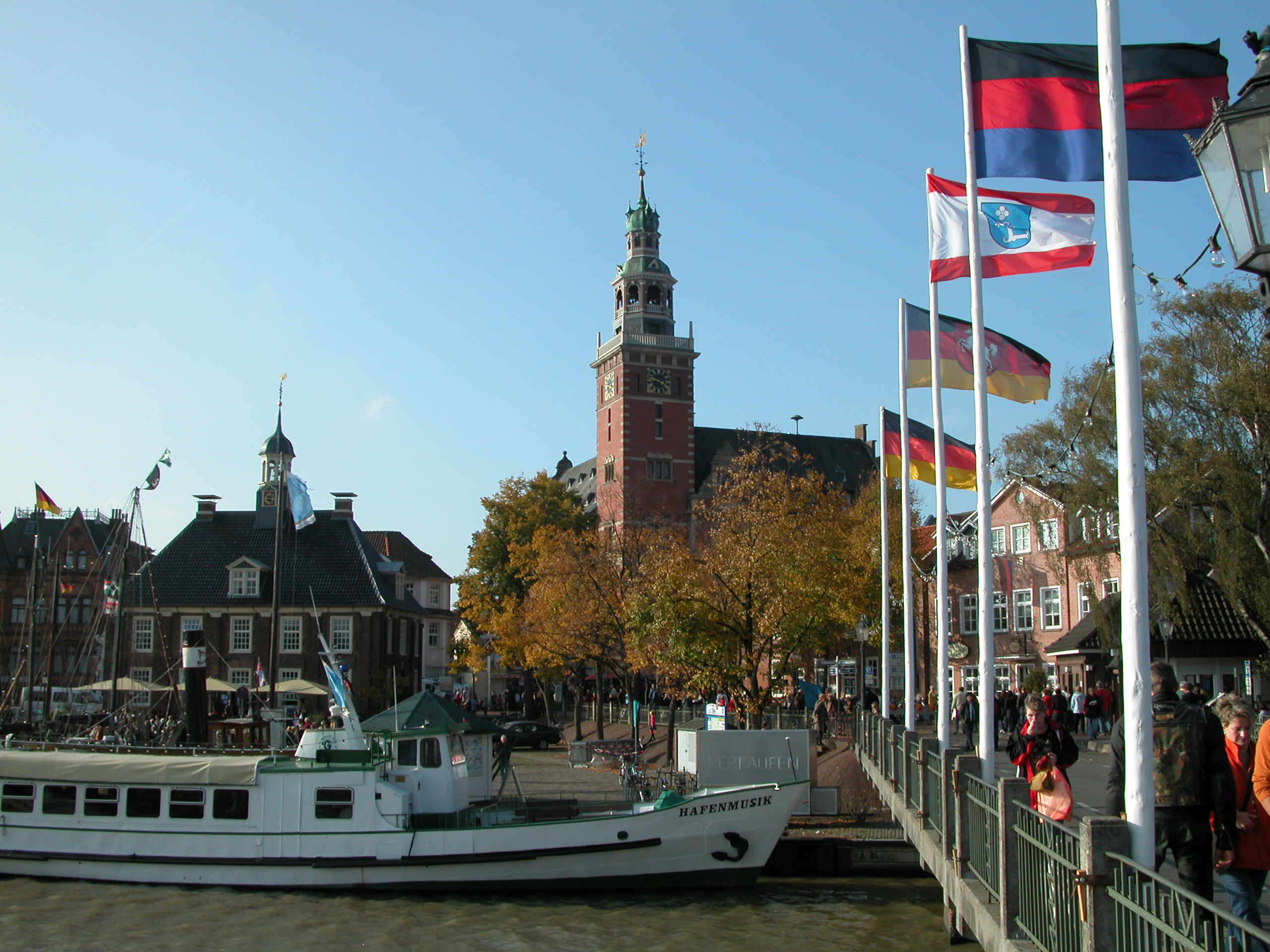
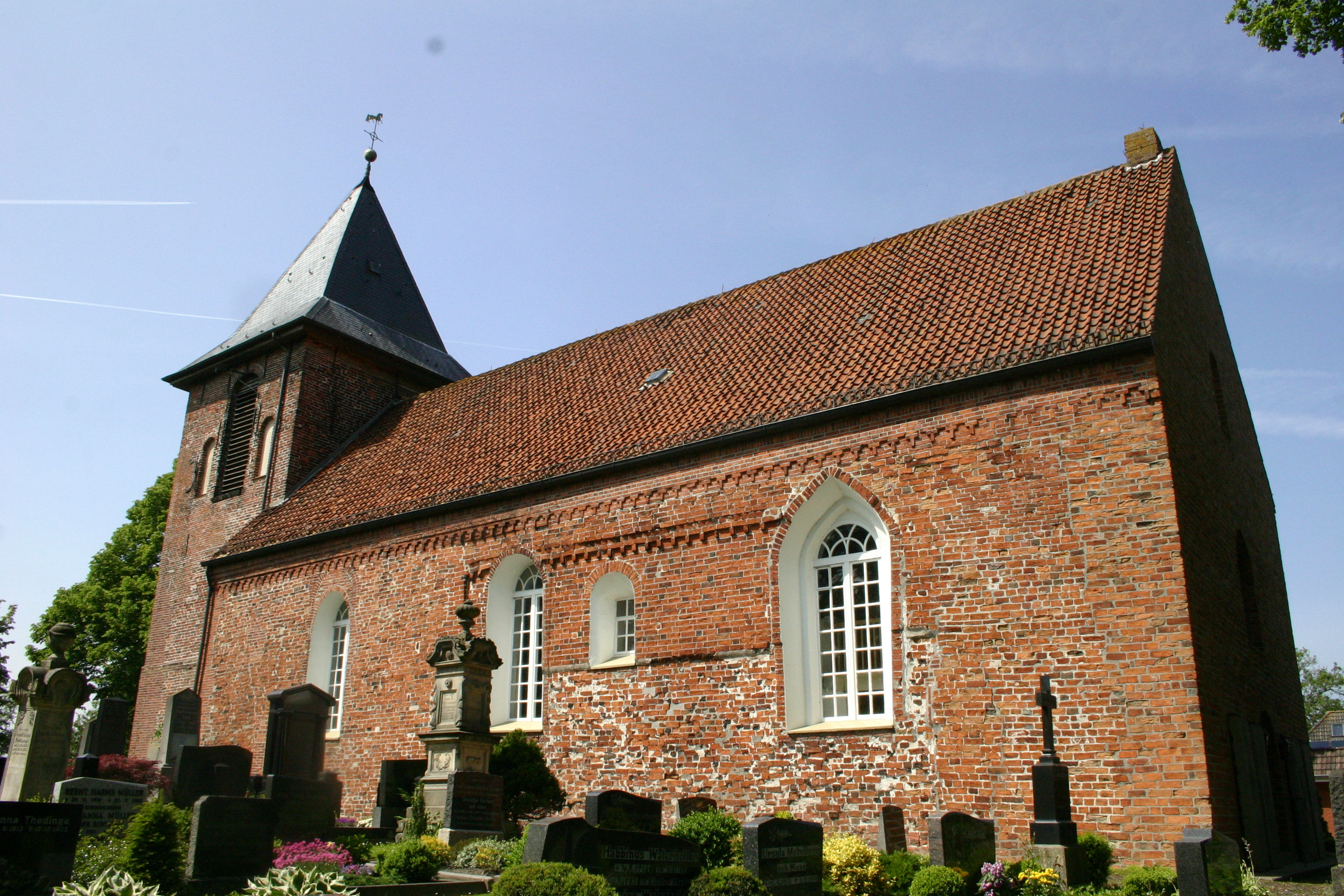
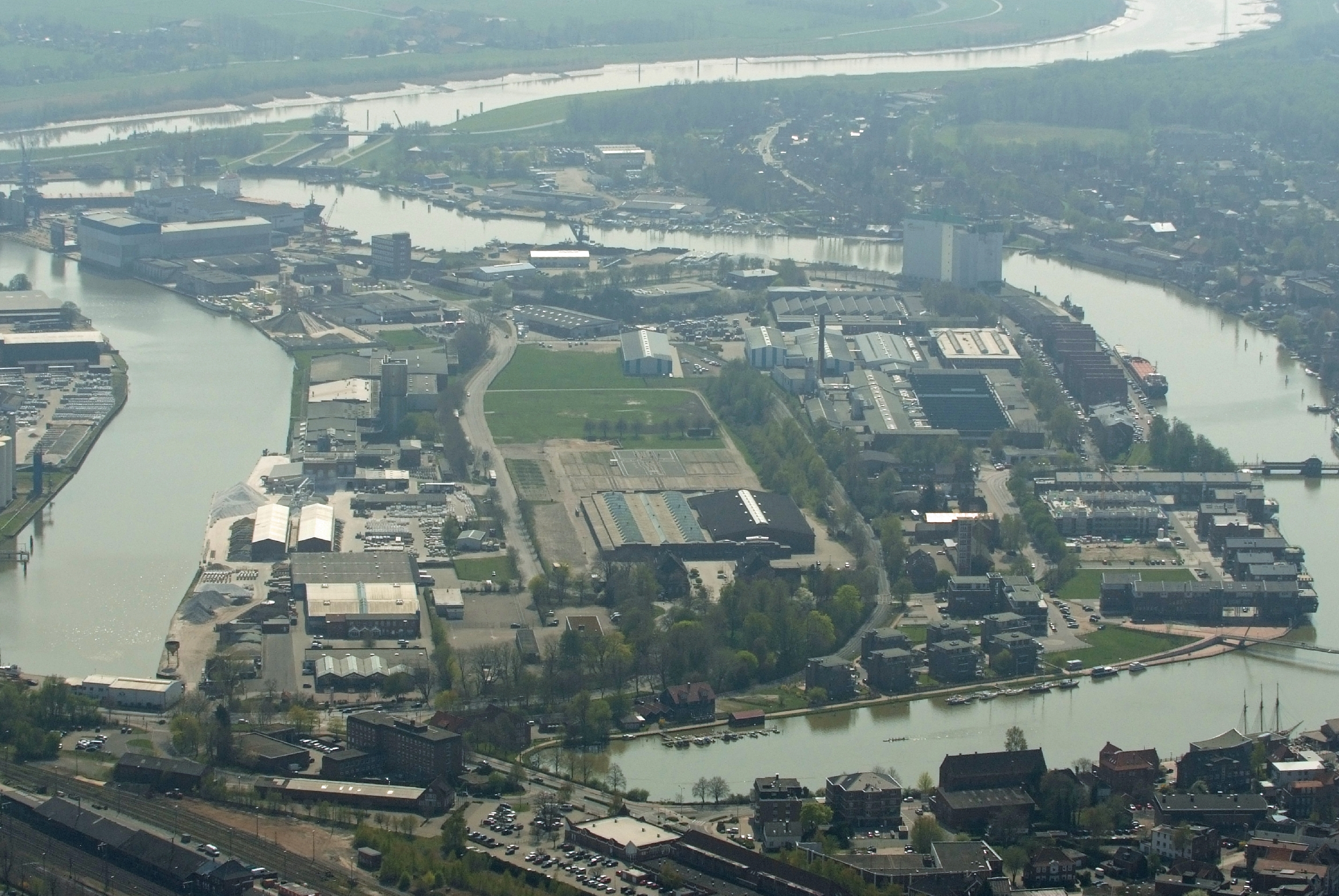
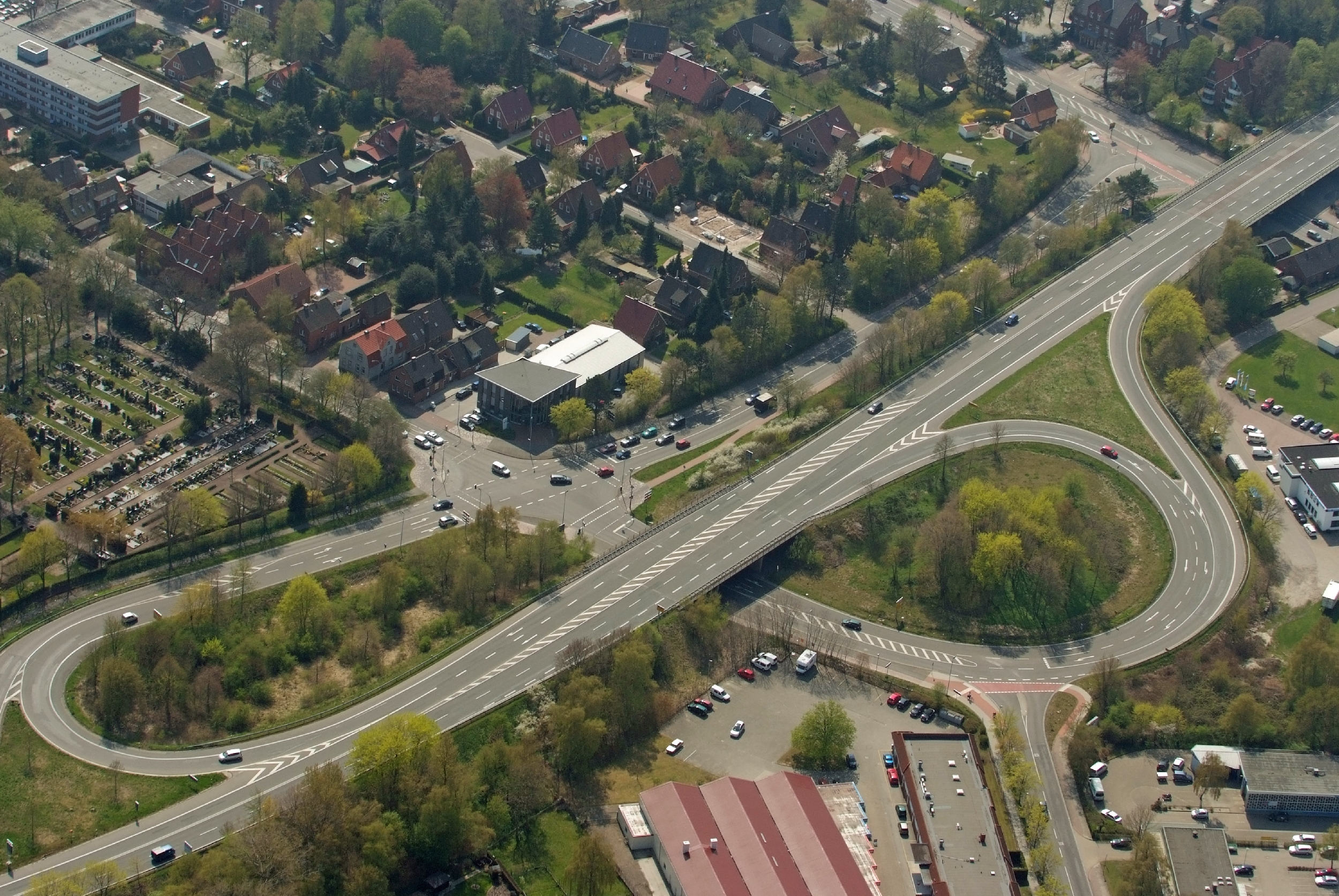